# Nadleśnictwo Zdroje
Nadleśnictwo Zdroje – jednostka organizacyjna Lasów Państwowych podległa Regionalnej Dyrekcji Lasów Państwowych we Wrocławiu. Siedziba nadleśnictwa znajduje się w Szczytnej, w powiecie kłodzkim, w województwie dolnośląskim.
Nadleśnictwo obejmuje część powiatu kłodzkiego. Z trzech stron otacza Park Narodowy Gór Stołowych.

## Historia
W 1945 powstały nadleśnictwa Duszniki i Karolewo (później pod nazwami Karłów, Szczytna i Polanica). Pierwszymi nadleśniczymi zostali w 1945 Władysław Nowobilski (w Dusznikach) i w 1946 absolwent Politechniki Lwowskiej, więzień Auschwitz-Birkenau inż. Kazimierz Klimowicz (w Karolewie).
Problemem odziedziczonym przez polskie władze leśne było stosowanie przez Niemców w XIX i I poł. XX w. teorii renty gruntowej. Zgodnie z jej założeniami pierwotne lasy mieszane były zupełnie wyrębywane, a w ich miejsce nasadzano monokultury świerkowe, często obcego pochodzenia, co powodowało problemy typowe dla drzewostanów jednogatunkowych.
W 1973 do Nadleśnictwo Duszniki włączono część lasów nadleśnictw Pokrzywno i Kłodzko. W 1985 połączono nadleśnictwa Duszniki i Polanica tworząc Nadleśnictwo Zdroje. 16 września 1993 odłączono ok. 1/3 powierzchni lasów nadleśnictwa (prawie cały obręb Polanica), z których powstał Park Narodowy Gór Stołowych.

## Ochrona przyrody
Na terenie nadleśnictwa znajduje się jeden rezerwat przyrody - Torfowisko pod Zieleńcem.

## Drzewostany
Typy siedliskowe lasów nadleśnictwa (z ich udziałem procentowym):
- lasy 78%
- bory 22%

Gatunki lasotwórcze lasów nadleśnictwa (z ich procentowym udziałem powierzchniowym):
- świerk 75%
- buk 10%
- sosna 8%
- modrzew 3%
- inne 4%

Przeciętna zasobność drzewostanów nadleśnictwa wynosi ponad 349 m³/ha, a przeciętny wiek 84 lata.